# Giovanni Lavaggi
Giovanni Lavaggi va ser un pilot de curses automobilístiques Italià que va arribar a disputar curses de Fórmula 1.
Va néixer el 18 de febrer del 1958 a Augusta, Sicília, Itàlia.

## A la F1
Giovanni Lavaggi va debutar a la novena cursa de la temporada 1995 (la 46a temporada de la història) del campionat del món de la Fórmula 1, disputant el 30 de juliol del 1995 el G.P. d'Alemanya al circuit de Hockenheimring.
Va participar en un total de deu curses puntuables pel campionat de la F1 disputades en dues temporades consecutives (temporada 1995 - 1996) aconseguint una desena posició com millor classificació en una cursa i no assolí cap punt vàlid pel campionat del món de pilots.

## Resultats a la Fórmula 1
| Any  | Equip                  | Xassís  | Motor | 1   | 2   | 3   | 4   | 5   | 6   | 7   | 8   | 9       | 10      | 11      | 12      | 13      | 14      | 15     | 16      | 17  | Posició | Punts |
| ---- | ---------------------- | ------- | ----- | --- | --- | --- | --- | --- | --- | --- | --- | ------- | ------- | ------- | ------- | ------- | ------- | ------ | ------- | --- | ------- | ----- |
| 1995 | Pacific Grand Prix Ltd | Pacific | Ford  | BRA | ARG | SMR | ESP | MON | CAN | FRA | GB  | ALE Ret | HON Ret | BEL Ret | ITA Ret | POR     | EUR     | PAC    | JAP     | AUS | -       | 0     |
| 1996 | Minardi Team           | Minardi | Ford  | AUS | BRA | ARG | EUR | SMR | MON | ESP | CAN | FRA     | GB      | ALE NVQ | HON 10  | BEL NVQ | ITA Ret | POR 15 | JAP NVQ |     | -       | 0     |

### Resum
| Curses: | Victòries: | Pòdiums: | Poles: | Voltes ràpides: | Punts: |
| ------- | ---------- | -------- | ------ | --------------- | ------ |
| 10 (7)  | 0          | 0        | 0      | 0               | 0      |